# Архидамова война
Архидамова война́ (431—421 до н. э.) — первый этап Пелопоннесской войны, военный конфликт в Древней Греции, в котором участвовали Делосский союз во главе с Афинами — с одной стороны, и Пелопоннесский союз под предводительством Спарты — с другой.
Между Афинами и Спартой давно существовали противоречия. В немалой степени они были обусловлены различным политическим устройством государств. Афины представляли собой демократию, тогда как в Спарте власть находилась в руках олигархии. В полисах, входивших с ними в союз, обе стороны старались утвердить аналогичный собственному государственный строй. Кроме того, политические противоречия усугублялись принадлежностью к различным народностям: так, афиняне (как и бо́льшая часть их союзников) были ионийцами, тогда как спартанцы и, в свою очередь, их союзники — в основном дорийцами.

## Источники

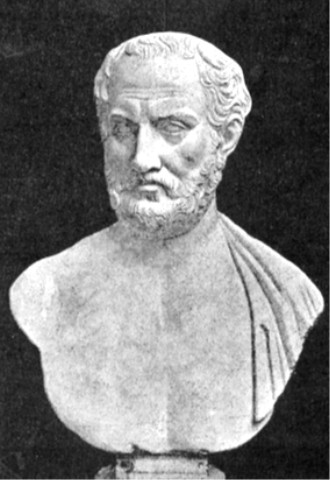
Фукидид

## Пентеконтаэтия (пятидесятилетие)
Фукидид считал, что спартанцы начали войну в 431 году до н. э. «из страха перед растущим могуществом афинян, которые уже тогда… подчинили себе бо́льшую часть Эллады». Действительно, пятьдесят лет греческой истории, предшествовавших началу Пелопоннесской войны, ознаменовались становлением Афин как сильнейшей державы Средиземноморья. Отразив персидское вторжение в Грецию в 480 г. до н. э., Афины вскоре стали лидером коалиции греческих государств, продолжавших войну с Персидской империей на зависимых от неё территориях в Ионии и на Эгейском архипелаге. В течение этого периода, известного как Пентеконтаэтия («пятидесятилетие», название дано Фукидидом), Афины, первоначально занимавшие лидирующее положение в составе Делосского Союза, обрели статус правителя обширной Афинской державы. Персия была вынуждена оставить свои владения по берегам Эгейского моря, которые попали в зависимость от Афин. В то же самое время сила Афин значительно выросла; множество их прежде независимых союзников превратились в зависимые государства, обязанные выплачивать дань. Эти средства позволили Афинам содержать сильный флот, а с середины столетия они используются также и для собственных нужд Афин — для финансирования широкомасштабного строительства общественных зданий и украшения города.
Трения между Афинами и Пелопоннесскими государствами, включая Спарту, начались ещё в самом начале Пентеконтаэтии. После отступления персов из Греции Спарта попыталась предотвратить восстановление разрушенных врагом афинских стен (без стен Афины были мало защищены от атаки с суши и легко могли попасть под спартанский контроль), однако получила отпор. Согласно Фукидиду, хотя спартанцы не предприняли никаких действий в это время, они «втайне… очень досадовали, что им не удалось достичь своей цели».
Конфликт между государствами снова вспыхнул в 465 году до н. э., когда в Спарте произошло восстание илотов. Спартанцы попросили помощи в его подавлении у всех своих союзников, в том числе и у афинян. Афины выслали войска, но после их прибытия спартанцы заявили, что «их помощь больше не нужна» и отправили афинян домой (прочие союзники остались). Согласно Фукидиду, спартанцы отказались от помощи из опасения, что афиняне могут перейти на сторону восставших. В конечном итоге мятежные илоты сдались, однако при условии, что будут изгнаны, а не казнены; Афины поселили их в стратегически важном городе Навпакте, расположенном в самом узком месте Коринфского залива. Итогом этого инцидента стал выход оскорблённых афинян из союза со Спартой и заключение ими союза с Аргосом и Фессалией.
В 459 году до н. э. Афины воспользовались войной между их соседями — Мегарой и Коринфом, входившими в Пелопоннесский союз, и заключили с Мегарой союзный договор. В результате афиняне получили точку опоры на Коринфском перешейке и в Коринфском заливе; кроме того, выросло влияние Афин в Беотии. Всё это привело ко вступлению в войну Спарты, и началась так называемая Малая Пелопоннесская война. В ходе её Афины были вынуждены оставить под спартанским контролем владения в материковой части Греции за пределами Аттики (в том числе Мегары и Беотию), однако в составе Афинского союза остался важный остров Эгина. Заключённый зимой 446/445 года до н. э. Тридцатилетний мир признавал за обоими государствами право на контроль над собственными союзниками.

## Разрыв мирного договора

Первый афинский морской союз в 431 до н. э.

Пока Афины устанавливали своё господство в Эгейском бассейне и усиливали влияние в Причерноморье, Спарта и её союзники ещё как-то мирились с действиями афинян. Однако, располагая отличным флотом и огромными ресурсами, Афины приступили к реализации политики усиления своего влияния в Великой Греции, Южной Италии и Сицилии. Продвижение Афин в западном направлении было смертельно опасно для Коринфа, вся торговля которого была нацелена на запад, вело к изоляции Спарты и наносило сильнейший удар по Пелопоннесскому союзу в целом. Ни Спарта, ни Коринф не могли с этим мириться и предпринимали самые энергичные меры против афинской экспансии. Угрозы Коринфа покинуть Пелопоннесский союз, если война Афинам не будет объявлена, а также общее ухудшение ситуации для Спарты и реальная угроза со стороны Афин могуществу Пелопоннесского союза сделали войну неизбежной.
Тридцатилетний мир был впервые проверен на прочность в 440 году до н. э., когда против афинского господства восстал богатый остров Самос. Персия немедленно оказала повстанцам финансовую помощь, и Афины оказались перед угрозой распада собственной морской державы. Спарта, понимая, что военная помощь Самосу приведёт к широкомасштабной войне, созвала делегации от своих союзников. Но собрание союзников высказалось против интервенции, и Афины беспрепятственно подавили выступление.
В следующий раз Тридцатилетний мир подвергся серьёзному испытанию в 435—433 гг. до н. э. Афины, реализуя политику продвижения на запад, решили вмешаться в спор между Коринфом и их старой колонией Керкирой из-за Эпидамна (ныне Дуррес) — совместной керкиро-коринфской колонии. В битве при Сиботских островах небольшая эскадра афинян сыграла важную роль, не дав коринфскому флоту полностью разгромить флот керкирян и захватить саму Керкиру. Кроме того, в 431 г. до н. э. Афины начали осаду ещё одной коринфской колонии, Потидеи, поддерживавшей тесные контакты с метрополией, но входившей в состав Афинского морского союза. Афины, после керкирских событий опасавшиеся, что Потидея под влиянием Коринфа может отпасть от Союза, потребовали удаления коринфских должностных лиц — эпидемиургов, а также срытия городских стен со стороны моря. В ответ на эти требования потидейцы, подстрекаемые Коринфом и Македонией, объявили о своем выходе из Союза. Коринфяне, разгневанные действиями Афин на Керкире, совместно с царём Македонии Пердиккой тайно послали на помощь осаждённой Потидее отряд и запросили помощи у Спарты. Таким образом, это было прямым нарушением мирного договора, предусматривавшего взаимное невмешательство Афинской державы и Пелопоннесского союза во внутренние дела друг друга.
Серьёзным источником напряжённости был афинский декрет (принят в 433/432 году), вводивший строгие торговые санкции против Мегары (ставшей после Малой Пелопоннесской войны союзником Спарты). Эти санкции, известные ныне как мегарская псефизма, практически не замечаются Фукидидом, но современные историки считают, что запрет Мегаре торговать с процветающей Афинской державой нанёс её экономике страшный удар и явился одной из причин войны. Проблема заключалась в том, что теперь афиняне, воспользовавшись мегарским прецедентом, под любым предлогом могли бы закрывать свои порты для кораблей других государств. Таким путём, избегая войны, Афины могли бы добиваться уступчивости от любого города. Для Спарты сохранение свободы мореплавания являлось очень важным делом, так как она не обладала сильным флотом. Неоднократные посольства из Спарты постоянно возвращались к одному вопросу — немедленной отмене мегарской псефизмы, причем Спарта удовлетворилась бы даже не отменой антимегарского декрета, а простым его несоблюдением, что в данной ситуации могло бы стать разумным компромиссом. В это время при неизвестных обстоятельствах на территории Мегары погиб афинский гонец, отправленный в Спарту, после чего афинское Народное собрание приняло решение о войне с Мегарой, и вопрос об отмене мегарской псефизмы уже более не поднимался.
Осенью 432 года до н. э. в Спарте были собраны представители Пелопоннесского союза («силлогос»). Это совещание стало настоящей дипломатической конференцией, на которой остро столкнулись интересы греческих государств. Прения носили бурный характер. Коринф, Мегара, и некоторые другие государства попытались убедить спартанское народное собрание в необходимости начать войну. Послы Коринфа обвиняли Спарту в нерешительности, бездействии и требовали немедленного объявления войны Афинам. Афинские же послы доказывали, что приобрели гегемонию законным путём и проявляют больше умеренности и справедливости при пользовании своим преимуществом, чем проявил бы кто-либо другой. Афинские послы также указали союзному собранию на мощь афинской державы и предложили не нарушать мирный договор.
После этого выступления все союзные послы покинули собрание. Оставшись одни, спартанцы взвесили все доводы за и против войны. Царь Архидам высказался за осторожную политику ввиду неясности исхода войны с первоклассной военной державой, не имея мощного флота, и предложил действовать дипломатически, одновременно увеличивая экономическую и военную мощь союза. Эфор Сфеналаид предлагал немедленно объявить войну Афинам, внезапностью добиться успеха, тем самым выполнив союзный долг. По окончании речи Сфеналаид поставил вопрос на голосование уполномоченных союзных государств.
Это собрание большинством голосов постановило, что мирный договор афиняне всё-таки нарушили, и высказалось за войну с Афинами. Афинам было предъявлено несколько ультиматумов, содержавших заведомо невыполнимые требования: изгнание рода Алкмеонидов (читай, Перикла), роспуска Афинского морского союза, а также снятие осады Потидеи, признание независимости Эгины и отмену запрета Мегаре на торговлю с Афинами.

## Архидамова война

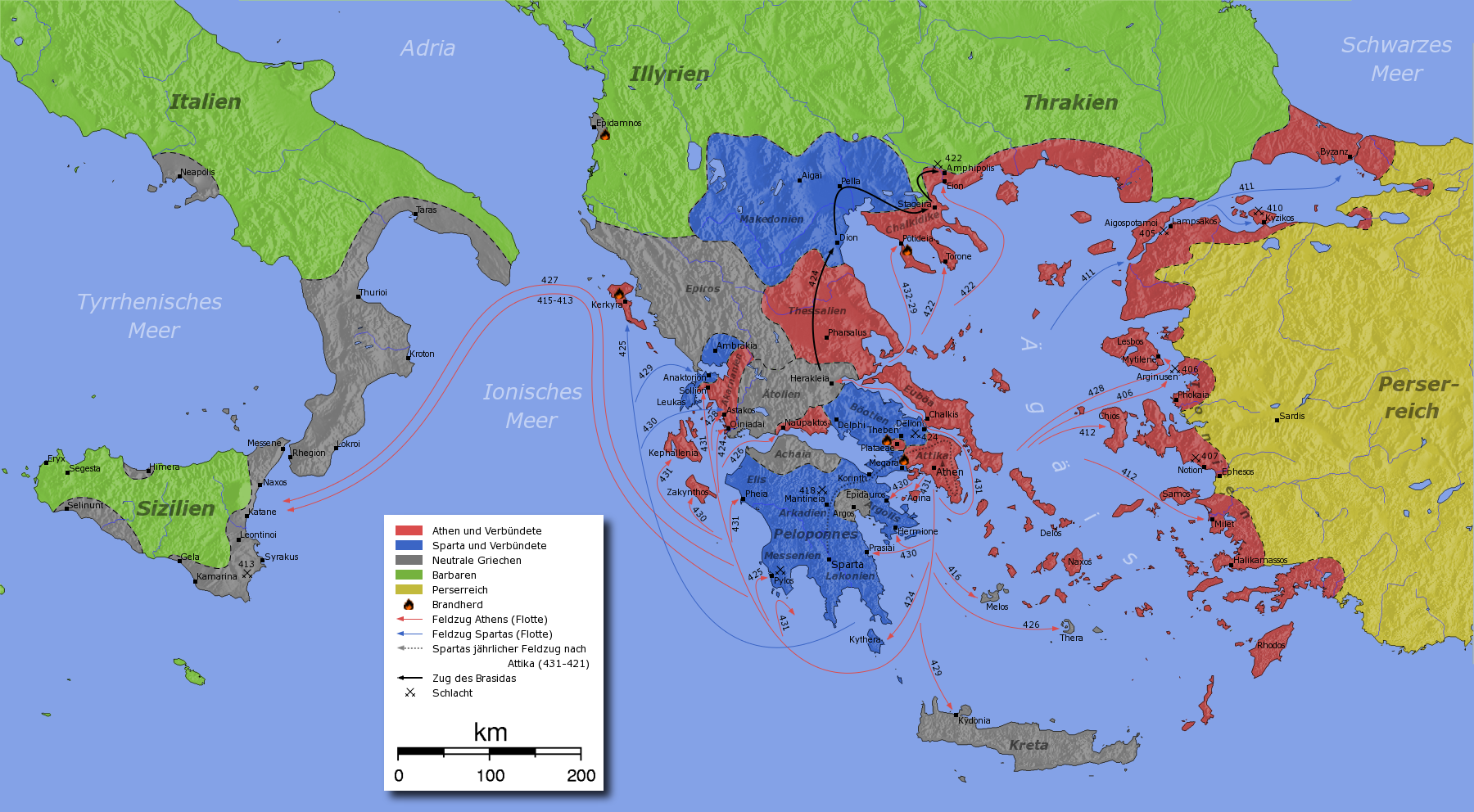
Ход Пелопоннесской войны

Первый период конфликта носит в историографии традиционное название Архидамовой войны, по имени спартанского царя Архидама II, командовавшего объединёнными силами Пелопоннесского союза.  Спарта и её союзники, за исключением Коринфа, Мегары, Сикиона и коринфских колоний были сухопутными государствами. Они обладали возможностью собрать весьма значительную армию; лидеры союза, спартанцы, славились как прекрасные воины. Флот же пелопоннесцев составлял около трети афинского. План войны Пелопоннесского союза предполагал прежде всего вторжение в Аттику и разорение земель вокруг Афин, а также разгром афинского войска в решающем сражении.
Афины же, хотя и находившиеся на Аттическом полуострове в материковой Греции, владели обширными территориями преимущественно на островах Эгейского моря. В связи с этим они разработали иную стратегию. Основной план, предложенный Периклом, ни в коем случае не предполагал заведомо проигрышного решающего сражения на суше. Вместо этого Афины должны были задействовать свой превосходящий противника по количеству кораблей и по качеству подготовки флота в качестве основного средства войны. В случае вторжения врага жители сельских районов Аттики должны были укрыться за стенами Афин, оставив свои дома, а продовольствие и иные товары должны были доставляться в город исключительно морем. Финансовое благополучие Афин, складывавшееся в первую очередь из дани, выплачиваемой союзниками, позволяло им надеяться на успех такой тактики.

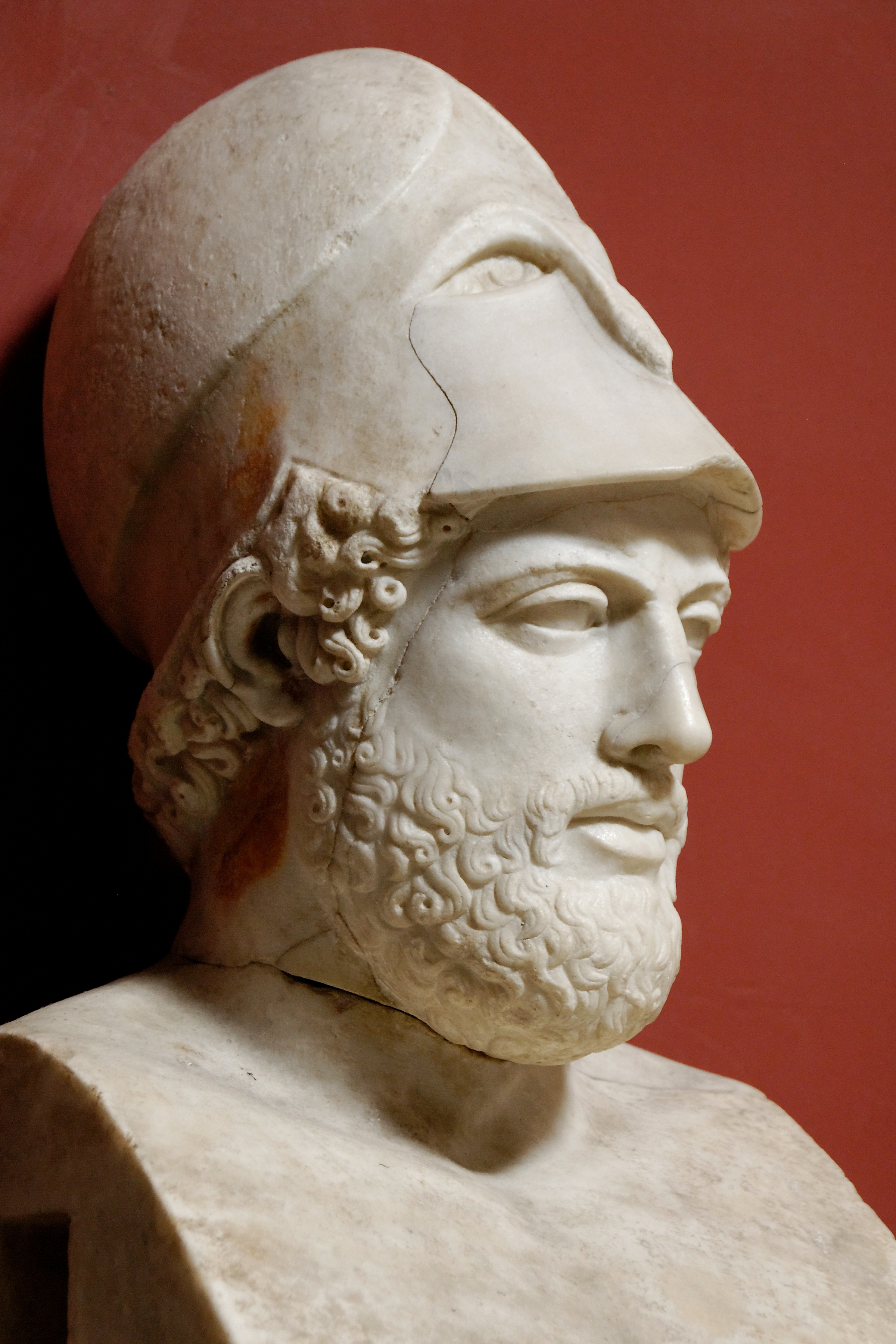
Перикл

Война началась с нападения союзников Спарты — фиванцев — на небольшой городок Платеи, хотя и находившийся в Беотии, однако входивший в состав Афинской державы. Платейцы получили от афинян помощь, и фиванцы не смогли взять город сразу, в результате чего были вынуждены перейти к осаде.
В мае 431 года до н. э. шестидесятитысячное войско пелопоннесцев вторглось в Аттику, разоряя округу Афин. Вплоть до 427 года до н. э. подобные вторжения происходили ежегодно (кроме 429 г. до н. э.), однако длились они каждый раз около трёх недель; самое длительное вторжение (430 г. до н. э.) продолжалось лишь сорок дней. Причиной этого было то, что войско пелопоннесцев являлось фактически гражданским ополчением, и, соответственно, воины должны были успеть домой, чтобы принять участие в сборе урожая. Кроме того, спартанцам надо было держать своих илотов под постоянным контролем, поскольку долгое отсутствие основных сил Спарты могло привести к их восстанию.
Вторжение спартанцев заставило афинян, в соответствии с первоначальным планом, эвакуировать всё население Аттики за стены города. Наплыв беженцев привёл к тесноте в городе и большой скученности населения; источники свидетельствуют об отсутствии у многих элементарной крыши над головой. Вместе с тем, афинский флот доказал своё превосходство над пелопоннесским, победив в двух сражениях — у мыса Рион и при Навпакте (429 год до н. э.) и начав опустошать побережье Пелопоннеса.
В 430 году до н. э. в переполненных беженцами Афинах вспыхнула эпидемия. За период до 426 года до н. э. (с небольшими перерывами) она унесла около четверти населения города (примерно 30 тысяч человек). В числе жертв эпидемии был и Перикл. Болезнь господствовала не только в самих Афинах, но и в их войске. Страх перед заболеванием был столь велик, что даже спартанцы отменили вторжение в Аттику.
Значительные изменения произошли и во внутриполитической жизни Афин. Смерть Перикла привела к радикализации их политики. Значительно выросло влияние Клеона, выступавшего за более агрессивное ведение войны и отказ от преимущественно оборонительной политики Перикла. Клеон опирался главным образом на радикально-демократические элементы афинского общества, прежде всего городские торгово-ремесленные круги. Более умеренную партию, опиравшуюся на землевладельцев и аттических крестьян и выступавшую за заключение мира, возглавлял богатый землевладелец Никий. В связи с тем, что положение Афин начало, наконец, улучшаться, группировка Клеона постепенно стала получать всё больший вес в Народном собрании.
Несмотря на серьёзные проблемы, Афины, тем не менее, выдержали тяжёлые удары первого периода войны. В 429 году до н. э. была, наконец, взята восставшая Потидея. Не увенчалось успехом и восстание на острове Лесбос (427 год до н. э.); афиняне взяли главный город острова — Митилену. По предложению Клеона Народное собрание Афин даже приняло постановление о казни всех взрослых мужчин на острове и продаже в рабство женщин и детей; впрочем, на следующий день это решение было заменено решением о казни тысячи сторонников олигархии.
В 427 году до н. э. кровавые распри начались на Керкире. Причиной, как и на Лесбосе, послужила вражда между местными аристократами и сторонниками демократии. Победа в междоусобице досталась демократам, уничтожившим своих соперников; остров остался в составе Афинской державы, однако был серьёзно ослаблен. Тогда же, в 427 году до н. э., после длительной осады пали под натиском пелопоннесцев и фиванцев Платеи. Оставшиеся в живых их защитники были казнены, а сам город был разрушен.
С 426 года до н. э. Афины захватили инициативу в войне. Этому способствовало увеличение в 427 году до н. э. фороса (дани, взимаемой с союзников) приблизительно вдвое. Кроме того, в 427 году до н. э. небольшая афинская эскадра была послана на Сицилию, где с помощью союзных городов (в первую очередь Регия) успешно вела боевые действия против тамошних спартанских союзников. Под предводительством энергичного стратега Демосфена (не путать с жившим позднее афинским оратором Демосфеном) Афины сумели достичь определённых успехов и в самой Греции: война была перенесена на территорию Беотии и Этолии — при Ольпее был разбит крупный отряд пелопоннессцев в 3 тыс. гоплитов; Никий захватил Киферу — остров к югу от Лаконики; вокруг Пелопоннеса была создана цепь опорных пунктов.
В 424 году до н.э. афинские войска планировали с двух сторон вторгнуться в Беотию, надеясь на выступление своих сторонников-демократов внутри страны. Однако беотийские власти предупредили выступление демократов, из двух афинских армий вторжения одна была с уроном отброшена, а другая разгромлена у Делии.

Крупной удачей афинян на этом этапе войны явился захват городка Пилос в западной Мессении, обладавшего удобной гаванью. Это фактически наносило удар в самое сердце Спартанского государства (Пилос находится в 70 километрах от Спарты) и создавало неприкрытую угрозу господству спартиатов над илотами. В ответ Спарта предприняла решительные действия. Из Аттики были отозваны войска, осаждавшие Афины, собран флот, а на запирающий вход в гавань Пилоса остров Сфактерия был высажен отборный спартанский отряд.

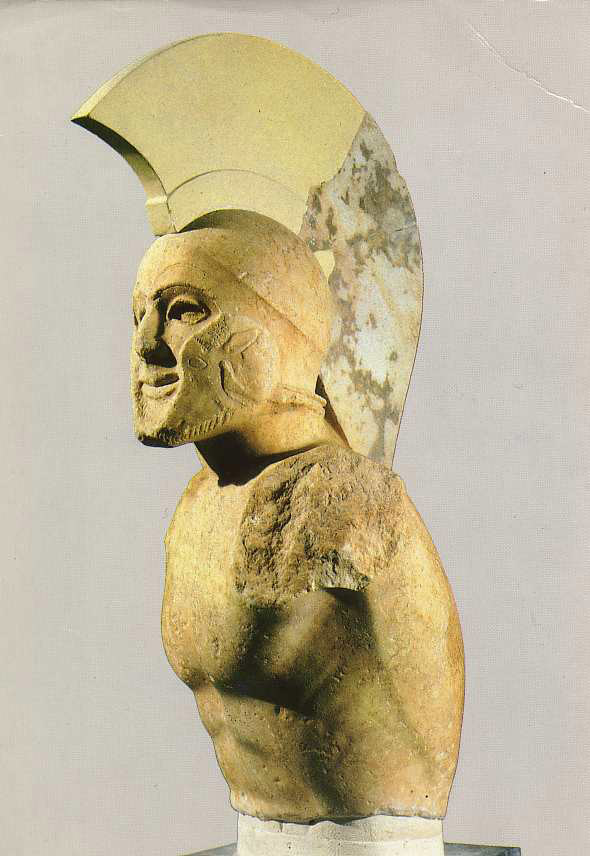
Спартанский гоплит (V в. до н. э.)

 Однако афинский флот под командованием Демосфена разбил пелопоннесцев и отрезал гарнизон Сфактерии, а через некоторое время принудил его к сдаче. В плен попало 292 спартанских гоплита, в том числе 120 знатных спартиатов. Командовал завершающим этапом битвы Клеон, назначенный недовольным долгой осадой афинским народным собранием.
Удар, нанесённый Спарте, был столь силён, что спартанцы предложили мир. Однако Афины, ожидая скорой окончательной победы, не согласились. Сыграло свою роль и то, что глава партии сторонников продолжения войны Клеон после падения Сфактерии стал самым влиятельным афинским политиком.
Впрочем, скоро стало ясно, что Афины недооценили силу Пелопоннесского союза. Хотя спартанцы перестали опустошать Аттику, афинян преследовали неудачи: попытка высадки у Коринфа провалилась, на Сицилии объединение местных полисов вынудило афинян отплыть домой. Крупное поражение в сражении при Делии потерпело афинское войско, попытавшееся вывести из войны Беотию. Самая же большая неудача поджидала афинян во Фракии. Войдя в союз с Македонией, талантливый спартанский полководец Брасид взял город Амфиполь — центр афинских владений в этом регионе; Афины лишились стратегически важных серебряных рудников (именно за это поражение и был изгнан из Афин историк Фукидид, сын Олора).
Чтобы отбить Фракию, Афины послали войско, во главе которого был поставлен Клеон. Однако в битве под Амфиполем спартанцы нанесли афинянам поражение; в этой битве погибли и Клеон, и Брасид.
В итоге и Спарта, и Афины согласились заключить мир. По условиям договора восстанавливалось довоенное положение; стороны должны были обменять пленных и возвратить захваченные города. По имени возглавившего афинское посольство Никия мир был назван Никиевым.

## Никиев мир
Со смертью Клеона и Брасида, двух главных сторонников войны, война была прекращена. Однако несмотря на условия мира, стороны не вернули друг другу захваченные территории, хотя и выдали пленных. Никиев мир, заключённый на пятьдесят лет, продержался лишь шесть. Это время было заполнено постоянными стычками, ареной которых стал Пелопоннес.
В то время как Спарта воздерживалась от активных действий, некоторые из её союзников пришли к выводу о необходимости выхода из Пелопоннесского союза. Они начали группироваться вокруг Аргоса — сильного, неподконтрольного Спарте полиса демократической ориентации на востоке Пелопоннеса. В возникший союз вошли разорвавшие союз со Спартой Аргос, Мантинея и Элида, в которых в результате недовольства Никиевым миром к власти также пришли демократические элементы (первоначально в союз также вошёл Коринф, однако из-за продолжавшихся споров с Афинами он перешёл на сторону Спарты). Союзная коалиция получила некоторую поддержку Афин и попыталась захватить лидерство в Пелопоннесе. Однако в 418 году до н. э. войска коалиции (Аргос, Мантинея, Аркадия, Афины) были наголову разбиты в битве при Мантинее; в городах Пелопоннеса восторжествовали сторонники союза со Спартой и установилась олигархия. Демократический альянс распался, а большинство его членов вновь вошли в Пелопоннесский союз.